# Pierluigi Marzorati
Pierluigi Marzorati (Figino Serenza, 12 de setembro de 1952) é um ex-basquetebolista italiano que integrou a seleção italiana que conquistou a medalha de prata disputada nos XXII Jogos Olímpicos de Verão realizados em Moscou em 1980.